# تفاعل شتريكر
تفاعل ستريكر، نسبة للكيميائي الألماني أدولف شتريكر الذي قام بنشره أول مرة عام 1850، هو تفاعل كيميائي متعدد المكونات للحصول على الأحماض الأمينية ابتداءا من الألدهيدات. يتم تكثيف الألدهيد المناسب مع كلوريد الأمونيوم في وجود سيانيد البوتاسيوم لتشكيل ألفا أمينونيتريل، والذي يتم تحلله بعد ذلك لإعطاء الحمض أميني المرغوب به.,